# Oedoparena nigrifrons
Oedoparena nigrifrons is een vliegensoort uit de familie van de Dryomyzidae. De wetenschappelijke naam van de soort is voor het eerst geldig gepubliceerd in 1980 door Mathis and Steyskal.